# Kostel svatého Havla (Liběchov)
Římskokatolický farní kostel svatého Havla v Liběchově v okrese Mělník je barokní sakrální stavba stojící ve vyvýšené poloze nad křižovatkou v centrální části městečka. Kostel má neobvykle působivou čelní fasádu a dvouramenné schodiště s barokní sochou sv. Antonína Paduánského. Od roku 1966 je kostel chráněn jako kulturní památka.

## Historie
Kostel sv. Havla byl postaven v letech 1738–1741, patrně architektem Františkem Maxmiliánem Kaňkou, který v té době realizoval přestavbu zámku Liběchov. Fresková výzdoba je dílem Jana Petra Molitora z roku 1741. Při severní straně kostela je hrobka Pachtů z Rájova. V 19. a 20. století byl kostel upravován.
Duchovní správci kostela jsou uvedeni na stránce: Římskokatolická farnost Liběchov.

## Architektura

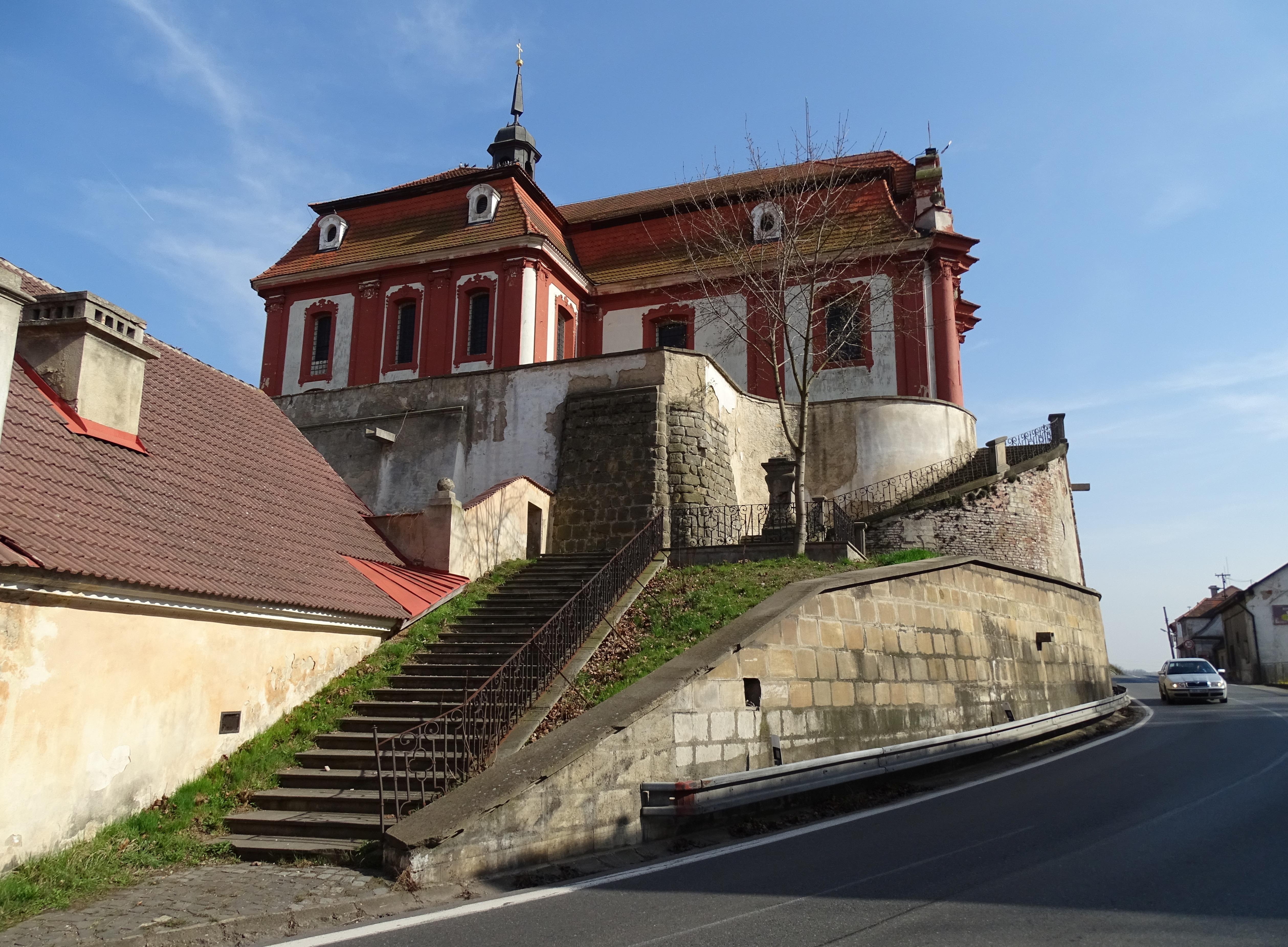
Kostel sv. Havla v Liběchově v pohledu ze silnice

Kostel je obdélný s příčnou lodí. Má obdélný, trojboce ukončený presbytář se čtvercovou sakristií a předsíní s oratořemi v patře. Na hlavním průčelí nese vysoký sloupový řád s na koso postavenými hlavicemi zvlněnou římsu. V ose vstupního průčelí je vstupní portál, nad ním obdélné okno s polokruhovým záklenkem, v trojúhelném štítě je erb stavebníků z rodu Pachtů z Rájova. Nad průčelím je štít s volutovými zdmi a úseky atiky po stranách. Štít je členěný vpadlými vykrajovanými poli a ukončený rozeklaným římsovým útvarem. Na bočních fasádách jsou pilastry, lizénové rámce a obdélná, segmentově ukončená okna.
Presbytář je zaklenut plackovou klenbou a konchou. Příčná a hlavní loď je sklenutá plackami. Sakristie a předsíň je sklenutá osmibokou kupolovitou klenbou. Oratoře jsou otevřené do příčné lodi a presbytáře. Mají zdobené balkónové útvary a jsou také sklenuty plackami. Na sloupech je vysazena tříramenná kruchta, která má páskovou a mřížkovou výzdobu poprsní zdi.
Celý interiér je vyzdoben převážně freskami J. P. Molitora z roku 1741. Fresky jsou v presbytáři: andílci a Nejsvětější Trojice s andílky. V křížení je ve fresce architektura kupole a ve cviklech chiaroscurové postavy evangelistů. V lodi je ve fresce Apoteóza sv. Havla, která je signována: „J. P. Molitor Pinxit Ao 1741“. V prostoru kruchty je freska krále Davida. V ramenech příčné lodi je freska sv. Vojtěcha a sv. Prokopa. Na klenbě empory je freska Panny Marie a světec s pastýřskou holí.

## Zařízení
Zařízení je převážně rokokové z 2. poloviny 18. století. Ve stylu rokoka jsou zvláště tři oltáře. Hlavní oltář je s novějším obrazem (oproti výstavbě kostela) a sochami sv. Jana Evangelisty a Panny Marie. Ve výklenku rokokového tabernáklu je skupina Ukřižování s Pannou Marií a sv. Janem na skalisku ze 2. poloviny 18. století.
Při pilířích v křížení se nacházejí dva protějškové panelové oltáře s nástavci. Pravý oltář je s obrazem Panny Marie a s obrazem sv. Josefa v nástavci. Levý oltář je s obrazem sv. Antonína Paduánského a s obrazem sv. Jana Nepomuckého v nástavci.
Mramorová kazatelna je rokoková a rokokové jsou i varhany pocházející ze 2. poloviny 18. století. Barokní obraz Piety je z 18. století. Křtitelnice pochází ze 2. poloviny 18. století. Dva znakové náhrobníky jsou z let 1572 a 1583.
V kostele byl krátce po druhém vatikánském koncilu instalován na novém podiu rozměrný obětní stůl s přilehlým sedes. Umístěn byl uprostřed transeptu (v křížení chrámové lodi). Byl silně poškozen následkem pádu těžkého lustru nad ním; znovu již nebyl pro nevelký prostor kostela obnoven.

## Okolí kostela
Na severní straně přiléhá ke kostelu hrobka Pachtů z Rájova z doby kolem roku 1800. Hrobka je opatřena kovaným křížem z období výstavby hrobky. Na západní straně u kostela je před portálem dvouramenné schodiště se sochou sv. Antonína Paduánského, která je datována do roku 1739.

## Galerie

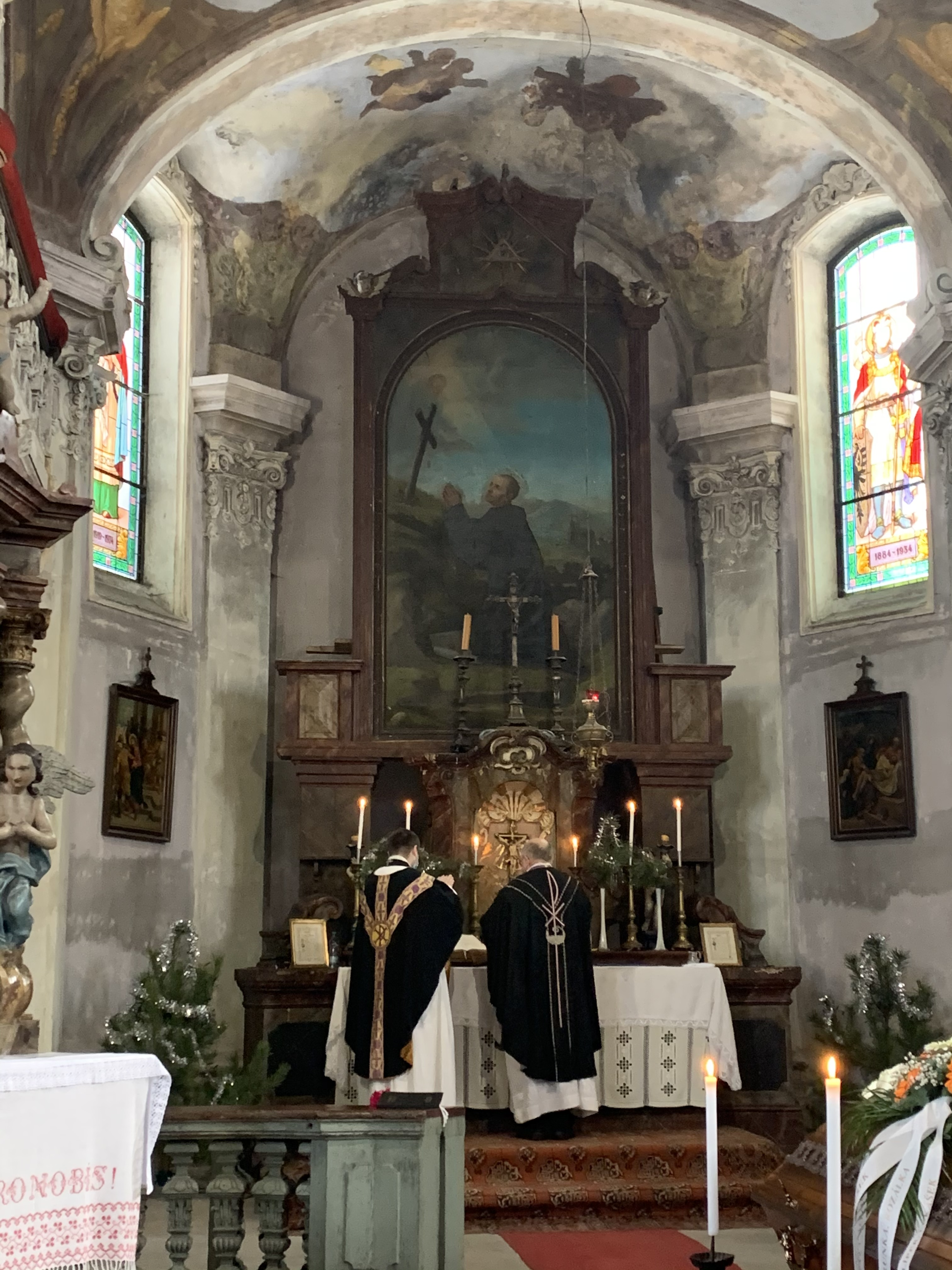
Hlavní oltář s vyobrazením svatého Havla, během rekviem, celebrovaném kanovníkem Karlem Havelkou (forma ordinaria, ad orientem)
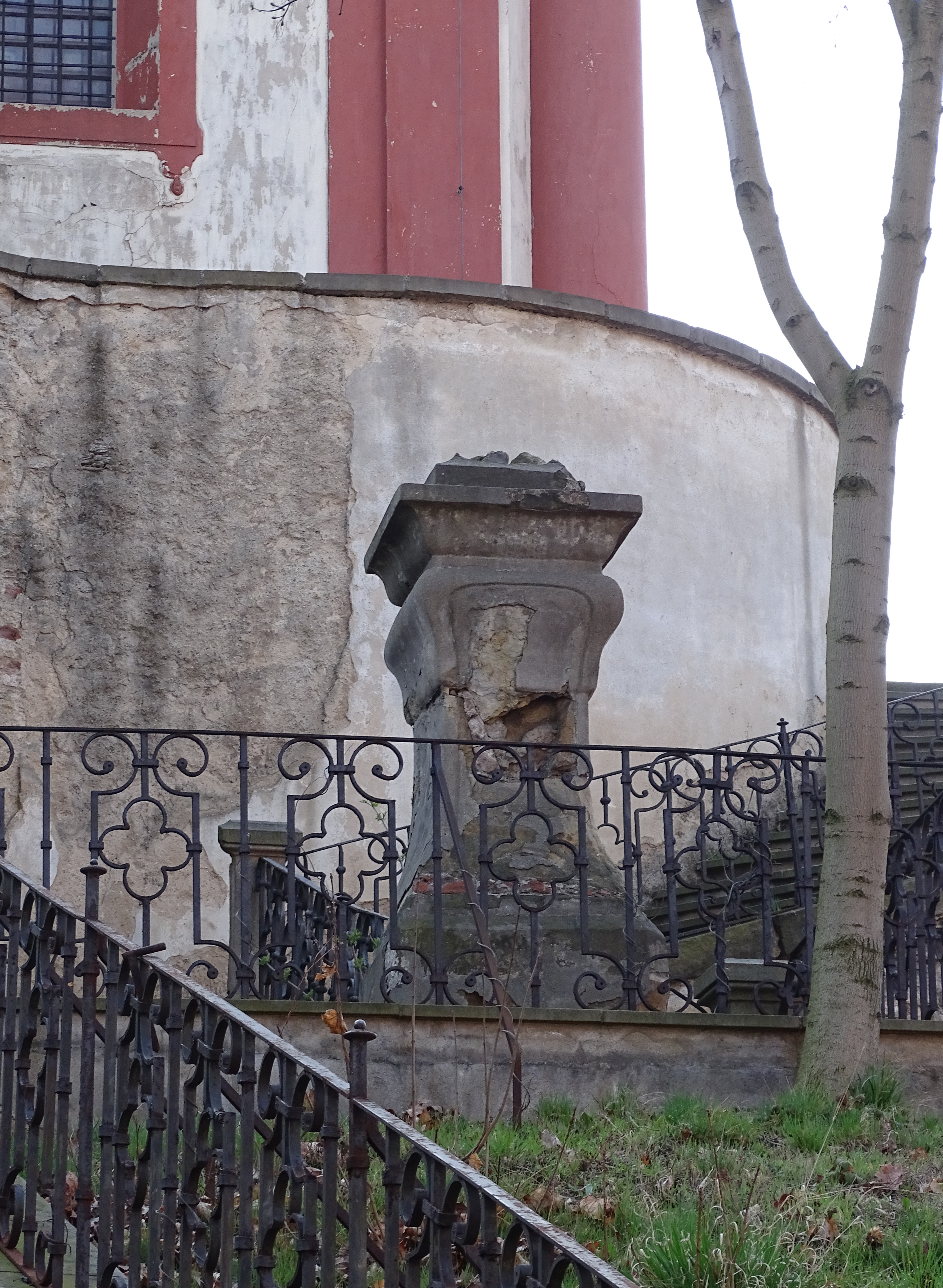
Sokl sochy u schodiště
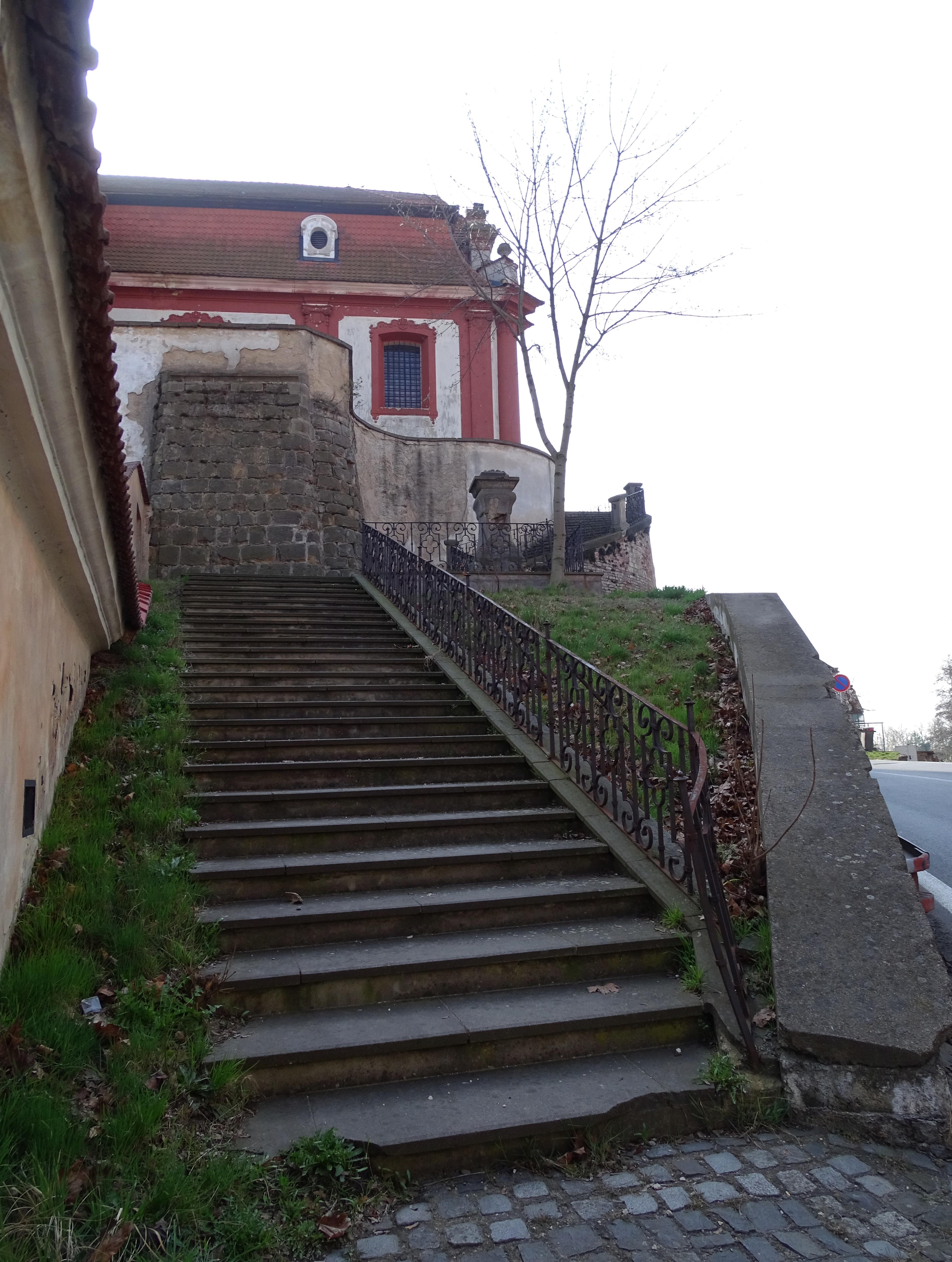
Schodiště vedoucí ke kostelu
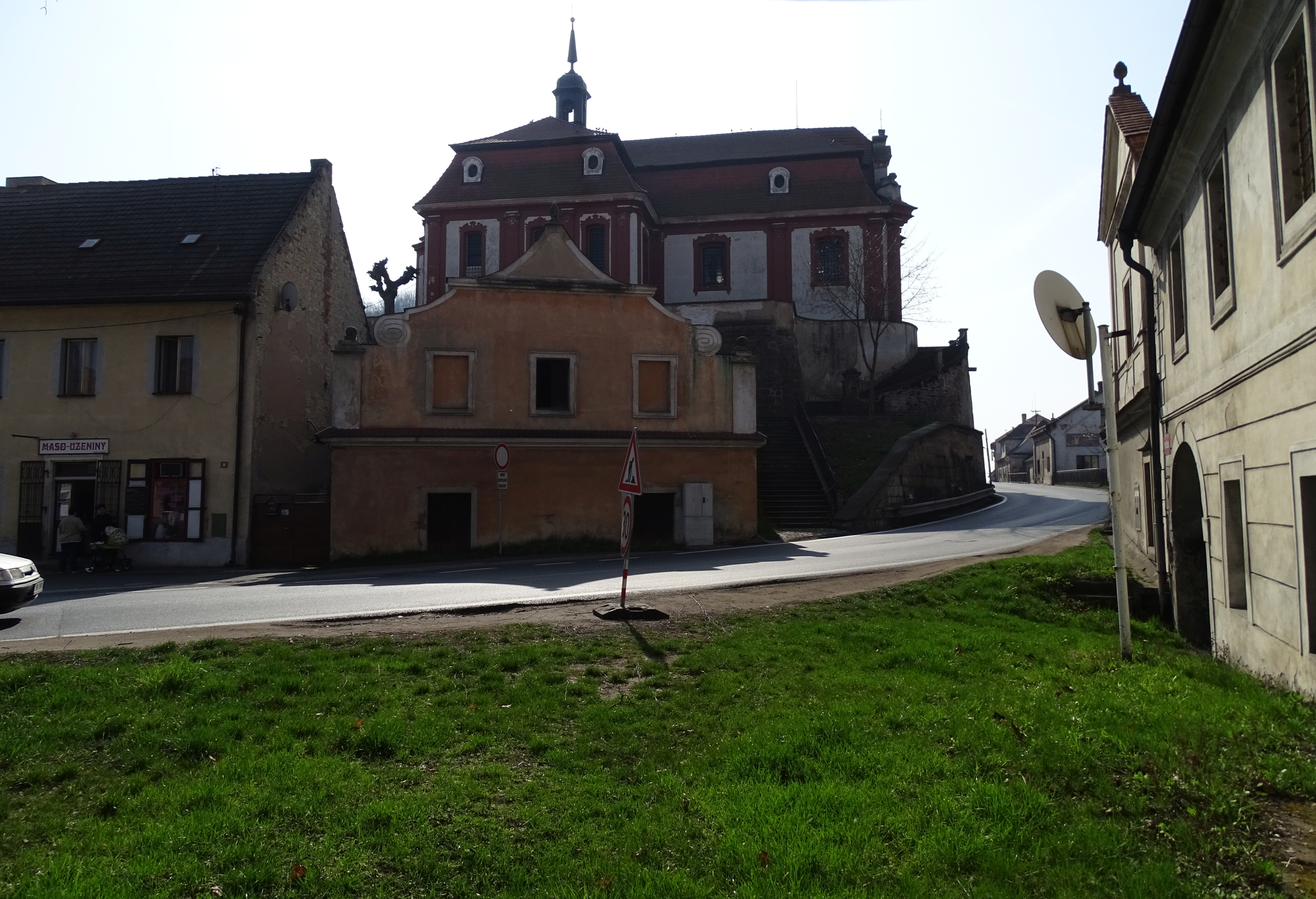
Pohled na kostel z náměstí V. Levého